# Kafr al-Tun
Kafr al-Tun (tiếng Ả Rập: كفر الطون, cũng đánh vần là Kfar Eltun) là một ngôi làng ở phía tây bắc Syria, một phần hành chính của Tỉnh Hama, phía tây Hama. Các địa phương gần đó bao gồm al-Majdal ở phía tây bắc, Khitab ở phía đông bắc, Shihat Hama ở phía đông, Tayzin ở phía đông nam và al-Rabiaa ở phía đông. Theo Cục Thống kê Trung ương, Kafr al-Tun có dân số 2.655 trong cuộc điều tra dân số năm 2004. Cư dân của nó chủ yếu là người Hồi giáo Sunni.